# Lac Allemand
Lac Allemand är en sjö i Kanada.   Den ligger i regionen Nord-du-Québec och provinsen Québec, i den östra delen av landet, 1 700 km norr om huvudstaden Ottawa. Lac Allemand ligger 196 meter över havet. Arean är 103 kvadratkilometer. Den sträcker sig 26,7 kilometer i nord-sydlig riktning, och 27,6 kilometer i öst-västlig riktning.
Trakten runt Lac Allemand är nära nog obefolkad, med mindre än två invånare per kvadratkilometer.